# 아카이케역 (기후현)
아카이케역(일본어: 赤池駅)은 일본 기후현 구조시에 위치한 나가라가와 철도 에쓰미난 선의 철도역이다. 단선 승강장 1면 1선 구조를 갖춘 지상역이다.

## 이용 현황
| 승차 인원 추이 | 승차 인원 추이     |
| 연도           | 1일 평균 승차 인원 |
| -------------- | ------------------ |
| 2011           | 12                 |
| 2012           | 8                  |
| 2013           | 10                 |
| 2014           | 13                 |
| 2015           | 12                 |

## 역 주변
- 국도 제156호선

## 역사
- 1952년 7월 1일 : 일본국유철도 구조아카이케역으로서 개업. 여객 영업만.
- 1986년 12월 11일 : 일본국유철도 에쓰미난 선이 나가라가와 철도로의 전환에 의해, 이 회사의 역이 됨. 동시에 아카이케역으로 개칭.

## 같이 보기
- 아카이케역 (아이치현)

| 나가라가와 철도 에쓰미난 선  | 나가라가와 철도 에쓰미난 선 | 나가라가와 철도 에쓰미난 선 |
| ---------------------------- | --------------------------- | --------------------------- |
| 미나미카리야스 미노오타 방면 | ■ 에쓰미난 선               | 후카도 호쿠노 방면          |